# 班超路
班超路（Banchao Rd.）是高雄市前鎮區的南北向主要道路。起端於凱旋四路口接籬仔內路，末端於保泰路口續接鳳山區自強二路。為往來前鎮區籬仔內、崗山仔及鳳山區五甲地區的重要道路。

## 行經行政區域
- 前鎮區
- 鳳山區

## 沿線設施
（由北至南）
- 高雄市立瑞祥高級中學
- 華南銀行籬仔內分行
- 高雄市搬家工會
- 瑞祥醫院
- 高雄市立瑞祥國小
- 高雄市政府消防局瑞隆分隊
- 高雄市政府警察局前鎮分局瑞隆派出所

## 公車資訊
- 統聯客運（市區公車）
  - 83 瑞豐站－高雄火車站
- 東南客運
  - 紅12 瑞豐站－捷運凱旋站－前鎮站－前鎮科技產業園區

## 公共自行車
- 高雄市公共自行車租賃系統：
  - 瑞祥高中：班超路42號(對面)
  - 瑞祥高中(凱旋四路)：凱旋四路/班超路口(東南角)
  - 班超公園：班超路53號(旁公園人行道)